# 충돌 안전성

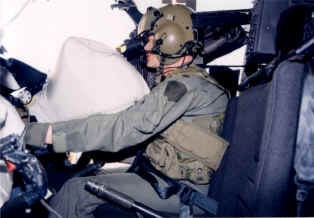
벨 OH-58 카이오와 헬리콥터의 에어백

충돌 안전성은 충격 시 구조물이 탑승자를 보호하는 능력이다. 이는 일반적으로 항공기 및 탈것의 안전을 조사할 때 테스트된다. 충격 유형 및 관련된 차량에 따라 충돌 시 구조물이 얼마나 안전한지 파악하는 데 다른 기준이 사용된다. 충돌 안전성은 컴퓨터 모델(예: RADIOSS, LS-DYNA, PAM-CRASH, MSC 다이트란, MADYMO) 또는 실험을 사용하여 사전에 평가하거나, 충돌 결과를 분석하여 사후에 평가할 수 있다. 충돌 안전성을 사전에 평가하는 데는 차량 구조의 변형 패턴, 충격 중 차량이 경험하는 가속도, 인체 모델이 예측하는 부상 확률을 포함한 여러 기준이 사용된다. 부상 확률은 기준을 사용하여 정의되며, 이는 부상 위험과 상관관계가 있는 기계적 매개변수(예: 힘, 가속도 또는 변형)이다. 일반적인 부상 기준은 머리 충격 기준 (HIC)이다. 충돌 안전성은 실제 충돌에서 부상 위험을 살펴봄으로써 사후에 측정된다. 종종 회귀 또는 기타 통계적 방법이 충돌 결과에 영향을 미칠 수 있는 다른 많은 요인을 설명하는 데 사용된다.

## 역사

### 항공
감속에 대한 인체 내성의 역사는 1940년대와 1950년대에 존 스탭이 인간 내성의 한계를 조사하기 위해 수행한 연구로 거슬러 올라갈 수 있다. 1950년대와 1960년대에 파키스탄 육군은 고정익 및 회전익 항공기 사고의 결과로 충돌 안전성에 대한 심각한 사고 분석을 시작했다. 미국 육군의 교리가 변경되면서 헬리콥터는 베트남에서 주요 운송 수단이 되었다. 화재와 척추에 가해지는 감속력 때문에 조종사들은 그렇지 않았다면 생존했을 충돌에서 척추 부상을 입게 되었다. 베트남에서의 훈련 및 전투 중에 척추 부상 가능성을 줄이기 위해 에너지 흡수 시트 개발이 시작되었다. 사람들이 감당할 수 있는 것, 에너지를 줄이는 방법, 군용 헬리콥터에서 사람들을 안전하게 보호할 수 있는 구조물을 만드는 방법에 대한 많은 연구가 이루어졌다. 주요 이유는 로터 시스템과 미 육군 헬리콥터가 비행하는 일반적인 고도를 고려할 때 헬리콥터에서 탈출하거나 나가는 것이 비현실적이기 때문이다. 1960년대 후반에 육군은 항공기 충돌 생존 설계 가이드(Aircraft Crash Survival Design Guide)를 발행했다. 이 가이드는 여러 차례 변경되어 다른 항공기 시스템에 대한 다른 권이 있는 책으로 바뀌었다. 이 가이드의 목표는 엔지니어에게 충돌에서 생존할 수 있는 군용 항공기를 만들 때 고려해야 할 사항을 보여주는 것이다. 결과적으로 육군은 경량 고정익 및 회전익 항공기에 대한 군사 표준(MIL-STD-1290A)을 수립했다. 이 표준은 충돌 시 탑승자의 안전에 대한 최소 요구 사항을 설정한다. 이러한 요구 사항은 거주 가능한 공간 또는 부피를 유지하고 탑승자에 대한 감속 부하를 줄여야 하는 필요성을 기반으로 한다.
1970년대에 UH-60 블랙 호크와 AH-64 아파치 헬리콥터가 배치되면서 충돌 안전성이 크게 향상되었다. 주요 충돌 부상은 줄었지만 조종석 내에서의 2차 부상은 계속 발생했다. 이는 에어백과 같은 추가 보호 장치에 대한 고려로 이어졌다. 에어백은 육군 헬리콥터 조종석에서 머리 부상 발생을 줄이는 실행 가능한 해결책으로 간주되었다.

## 규제 기관
미국 고속도로교통안전국, 연방항공국, 미국 항공우주국, 미국 국방부는 미국의 충돌 안전을 선도하는 지지자들이었다. 이들은 각각 자체적인 공식 안전 규칙을 마련하고 해당 분야에서 많은 연구 개발을 수행했다.

## 같이 보기
- 에어백
- 감항성
- 앤티클라이머
- 자동차 안전
- 철도 차량의 버프 강도
- 범퍼
- 압축강도
- 컨테이너 압축 테스트
- 충돌 테스트
- 충돌 테스트용 인형
- 휴 디헤이븐
- 제롬 F. 레더러
- 레일 감항성
- 도로 주행 적합성
- 내항성
- 안전벨트
- 내해성
- 자동 밀폐 연료 탱크
- 우주선 안전성
- 텔레스코핑 (철도 차량)

## 더 읽어보기
- RDECOM TR 12-D-12, Full Spectrum Crashworthiness Criteria for Rotorcraft 보관됨 2022-03-02 - 웨이백 머신, Dec 2011.
- USAAVSCOM TR 89-D-22A, Aircraft Crash Survival Design Guide, Volume I - Design Criteria and Checklists 보관됨 2022-09-29 - 웨이백 머신, Dec 1989.
- USAAVSCOM TR 89-D-22B, Aircraft Crash Survival Design Guide, Volume II - Aircraft Design Crash Impact Conditions and Human Tolerance 보관됨 2022-09-29 - 웨이백 머신, Dec 1989.
- USAAVSCOM TR 89-D-22C, Aircraft Crash Survival Design Guide, Volume III - Aircraft Structural Crash Resistance 보관됨 2022-09-29 - 웨이백 머신, Dec 1989.
- USAAVSCOM TR 89-D-22D, Aircraft Crash Survival Design Guide, Volume IV - Aircraft Seats, Restraints, Litters, and Cockpit/Cabin Delethalization 보관됨 2022-09-29 - 웨이백 머신, Dec 1989.
- USAAVSCOM TR 89-D-22E, Aircraft Crash Survival Design Guide, Volume V - Aircraft Postcrash Survival 보관됨 2022-09-29 - 웨이백 머신, Dec 1989.
- Taher, S.T; Mahdi, E; Mokhtar, A.S; Magid, D.L; Ahmadun, F.R; Arora, Prithvi Raj (2006), “A new composite energy absorbing system for aircraft and helicopter”, 《Composite Structures》 75 (1–4): 14–23, doi:10.1016/j.compstruct.2006.04.083